# Arla Foods
Pour les articles homonymes, voir Arla.

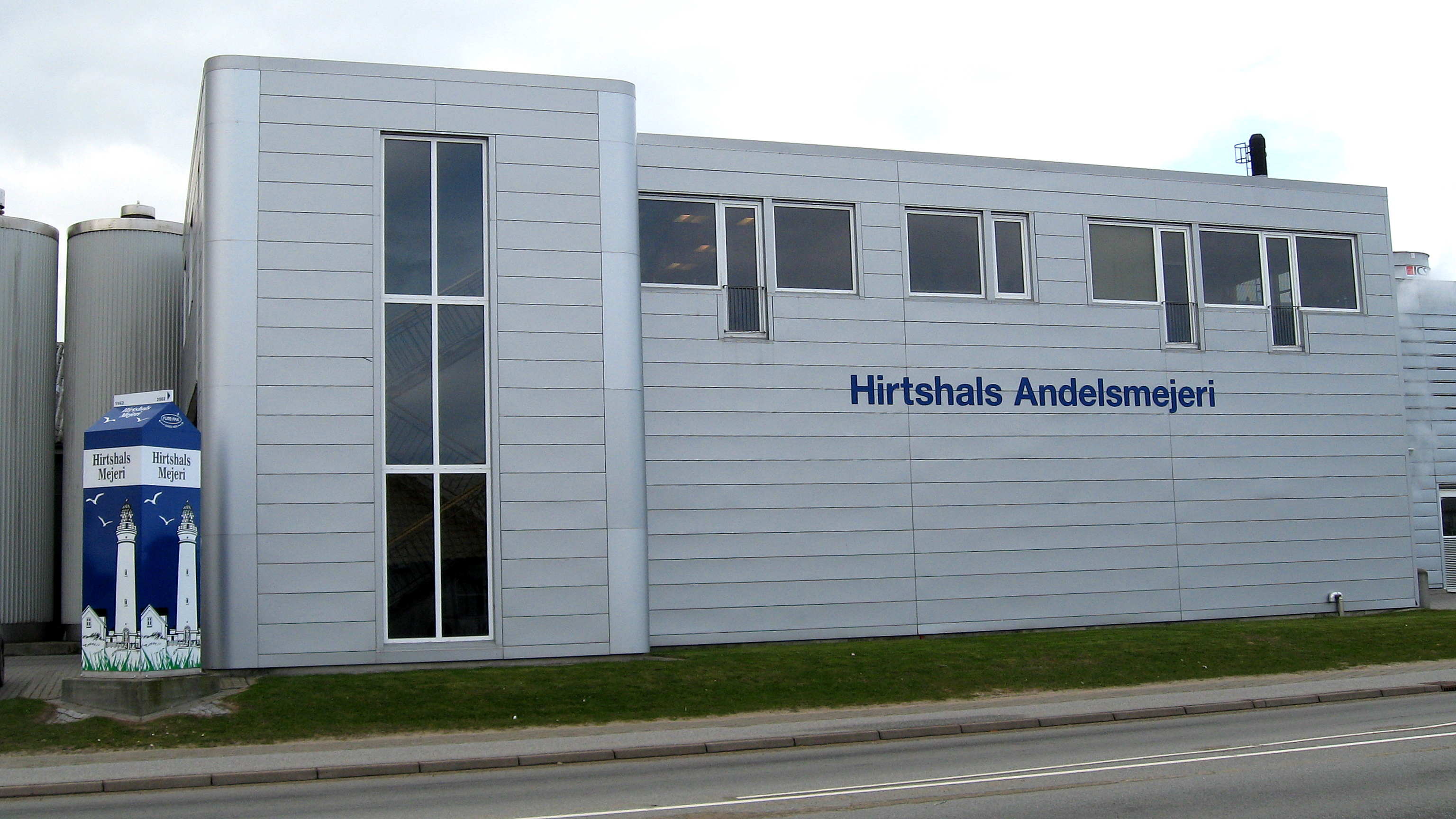
Une usine de production à Hirtshals

Arla Foods est une coopérative internationale basée à Aarhus au Danemark. Elle est la plus grande productrice de produits laitiers de Scandinavie.

## Histoire
Elle est issue de la fusion en 2000 de la coopérative laitière suédoise Arla et de la société danoise MD Foods. 
En 2006, à la suite de l'affaire des caricatures de Mahomet, du fait de son origine danoise, l'entreprise fut la cible du boycott de ses produits dans les pays du Moyen-Orient.
En 2012, Arla fusionne ses activités en Allemagne avec MUH et au Royaume-Uni avec Milk Link, respectivement 8ème et 4ème transformateurs laitiers d'Allemagne et du Royaume-Uni. Par ces acquisitions Arla doit devenir la plus grande entreprise du secteur de la transformation laitière au Royaume-Uni et la troisième en Allemagne, passant à 8 000 sociétaires à 12 000,.
En 2014, Arla annonce acquérir EGM Walhorn, entreprise coopérative présente en Belgique, Pays-Bas et en Allemagne, lui permettant d'entrer sur le marché néerlandais.
En 2016, Arla vend sa filiale Rynkeby Foods, spécialisée dans les jus de fruits à Eckes-Granini, une entreprise allemande, pour 894 millions de couronnes danoises, dans l'objectif de se concentrer dans les produits laitiers.
En 2016, elle est classée septième plus grand producteur de produits laitiers du monde . Son premier marché est le Royaume-Uni, loin devant la Suède et le Danemark, qui ne représentent respectivement que 14 % et 9 % de son chiffre d'affaires. 
En avril 2025, Arla Foods et Deutsches Milchkontor annoncent fusionner leurs activités, en gardant le nom d'Arla Foods et le siège social au Danemark, créant la plus importante coopérative laitière d'Europe.

## Activité
De par son statut de coopérative, Arla est détenue par 12 650 producteurs laitiers venant de 7 pays européens : le Danemark, la Suède, l'Allemagne, le Royaume-Uni, les Pays-Bas, la Belgique, la France, et le Luxembourg. 
Ses produits sont principalement commercialisés sous les marques Arla, Lurpak (beurre), Castello, Trestelle (fromages) et Matilde.